# 异丁酸辛酯
异丁酸辛酯（英語：octyl isobutyrate）是一种有机化合物，化学式C12H24O2，可见于芒果树、蛇麻等物种。